# Окакарара
Окакарара е главен град на област Окакарара, регион Очосондюпа, Намибия. По време на Апартейда, е влизал в състава на бантустана, Херероланд. Населението на Окакарара е 21 336 души. 5 km югоизточно от града се намира национален парк Ватерберг.